# Quincieux
Quincieux é uma comuna francesa na região administrativa de Auvérnia-Ródano-Alpes, no departamento de Ródano. Estende-se por uma área de 17,72 km², com 2 657 habitantes, segundo os censos de 1999, com uma densidade de 149 hab/km².